# Błażej Radler
Błażej Radler (* 2. August 1982 in Rydułtowy) ist ein polnischer Fußballspieler auf der Position eines Abwehrspielers, der vorwiegend als Innenverteidiger eingesetzt wird.

## Vereinskarriere

### Karrierebeginn bei Rymer Niedobczyce
Radler begann seine aktive Karriere als Fußballspieler im Nachwuchsbereich von Rymer Niedobczyce aus dem Rybniker Stadtteil Niedobczyce. Nachdem er im Jahre 1998 in die Herrenmannschaft des unterklassig spielenden Amateurklubs aufgenommen worden war, verbrachte er dort mehr als zwei Jahre seiner noch kurzen Karriere. 2000 verließ er den Verein aus dem südlichen Polen in die nicht weit entfernte Stadt Zabrze, wo er einen Vertrag bei Górnik Zabrze unterzeichnete. Sein Pflichtspieldebüt für die Profimannschaft gab er dabei am 25. November 2000 im Viertrundenspiel des polnischen Fußballpokals  der Saison 2000/01 beim 2:0-Auswärtssieg über MKP Pogoń Siedlce. Dabei war Radler über die volle Spieldauer im Einsatz.
Sein Profiligadebüt gab der gelernte Innenverteidiger schließlich am 10. März 2001 beim 2:0-Heimsieg über Śląsk Wrocław in der 16. Runde der laufenden Meisterschaft. Dabei war er über die volle Spieldauer im Einsatz und erzielte in Minute 61 den Treffer zum 2:0-Endstand. Weitere acht Meisterschaftseinsätze folgten in der Saison 2000/01, in der er mit dem Team nur knapp am Abstieg bzw. der Relegation vorbeikam. Hinzu kamen auch noch weitere Einsätze im polnischen Pokalbewerb, wo er mit der Mannschaft bis ins Finale kam und dort mit einem Gesamtscore von 3:4 aus Hin- und Rückspiel denkbar knapp gegen Polonia Warschau unterlag. Radler kam in beiden Finalspielen als Ersatzspieler zum Einsatz. Auf lediglich acht Ligaeinsätze brachte es der engagierte Innenverteidiger in der Spielzeit 2001/02, in der das Team sein Können in der Relegation unter Beweis stellen musste, jedoch aufgrund solider Leistungen weiter in Polens Erstklassigkeit verblieb.

### Einreihung ins Tabellenmittelfeld und leihweiser Wechsel
In der Spielzeit 2002/03 steigerte sich die Leistung des gesamten Teams, wobei man in der Endtabelle bis auf den siebenten Platz vordrang. Radler brachte es dabei auf 17 Meisterschaftsauftritte, in denen er allerdings torlos blieb. Auch in der Folgesaison änderte sich nicht sonderlich viel, Górnik Zabrze brachte es erneut auf den siebenten Rang in der Endtabelle und Radler wurde in 20 Ligapartien eingesetzt. In der Sommerpause wechselte der 21-Jährige vor der Saison 2004/05 auf Leihbasis in die zweite polnische Liga zu Podbeskidzie Bielsko-Biała. Im nahegelegenen Bielsko-Biała avancierte er zu einem Stammspieler in der Abwehrkette des Vereins und brachte es in seiner einen Leihsaison auf 25 Ligapartien, in denen er zwei Mal zum Torerfolg kam. Des Weiteren feierte er mit dem Zweitligisten große Erfolge im polnischen Fußballpokal der Spielzeit 2004/05, wo er mit der Mannschaft bis ins Achtelfinale einzog und dort knapp gegen Pogoń Stettin ausschied. Der Einzug ins Achtelfinale bedeutete für den Verein einen der größten Erfolge in der Vereinsgeschichte; noch nie war Podbeskidzie Bielsko-Biała im polnischen Pokalbewerb so weit gekommen. Radler brachte es dabei auf acht Pokaleinsätze und einen Treffer.
Nach einer erfolgreichen Zeit bei Podbeskidzie Bielsko-Biała, mit denen er nur knapp den Aufstieg in die Ekstraklasa verfehlte, kehrte er wieder zu seinem Stammverein nach Zabrze zurück. Gleich nach der Rückkehr wurde Radler auch bei Górnik Zabrze zu einem Stammspieler und brachte es in der Spielzeit 2005/06 auf 24 Auftritte und ein Tor in der Liga. Am Saisonende reichte es allerdings nur für den 14. Tabellenrang, einen Platz im Relegationsplayoff. Da sich jedoch zur selben Zeit der Fußballverein Amica Wronki mit Lech Posen fusionierte, nahm der 15. Platzierte, Arka Gdynia, anstatt Górnik Zabrze den Platz im Relegationsplayoff ein. Górnik Zabrze hingegen verblieb in Polens Erstklassigkeit ohne ein einziges Playoff-Spiel absolviert zu haben. Doch auch durch den glücklichen Klassenerhalt verbesserte sich die Teamqualität von Górnik Zabrze nicht sonderlich, denn auch in der Folgespielzeit 2006/07 kam man nicht über einen 14. Tabellenplatz hinaus und schaffte somit abermals nur knapp den Klassenerhalt in Polens höchster Fußballliga. Auch dieser Klassenerhalt war für die Mannschaft sehr glücklich, da neben den beiden schlechter platzierten Teams Wisła Płock und Pogoń Stettin auch die beiden Klubs Arka Gdynia und Górnik Łęczna wegen Korruptionsskandalen in die zweithöchste Liga Polen zwangsabsteigen mussten. Radler brachte dabei seine bisher beste Leistung während seiner Zeit beim südpolnischen Verein, wobei er vier Tore in 27 absolvierten Meisterschaftspartien erzielte.

### Wechsel zu Odra Wodzisław und Stippvisite in Belgien
Nachdem Radler zu Saisonende seinem Stammverein verlassen hatte, unterschrieb er einen Vertrag bei Odra Wodzisław, wo er sich jedoch überhaupt nicht durchsetzen konnte. Von Verletzungen zurückgeworfen brachte er es in seiner ersten Spielzeit auf lediglich fünf Ligaeinsätze, von denen er die meisten nicht einmal über die volle Spieldauer durchbrachte. Neben den Einsätzen im Profiteam, kam Radler auch zu fünf Ligaeinsätzen für das Jugendteam von Odra Wodzisław, das seinen Spielbetrieb in der Młoda Ekstraklasa (ME) hat. Auch die Folgespielzeit verlief ähnlich wie die vorhergegangene. Radler wurde zwar in all seinen Ekstraklasaauftritten über die volle Spieldauer eingesetzt, brachte es aber erneut nur auf einen Minimalanteil an Einsätzen (sechs Spiele). Wie auch schon in der vorhergegangenen Saison kam der Abwehrspieler erneut zu fünf Meisterschaftseinsätzen in der Młoda Ekstraklasa.
Noch während der Saison erfolgte im Februar 2009 ein Wechsel Radlers nach Belgien, wo er einen Vertrag beim AFC Tubize unterzeichnete. Schon im Jahre 2007 hatte Radler sein erstes Kennenlernen mit dem belgischen Fußball, als er zusammen mit seinem polnischen Landsmann und Teamkollegen Marcin Kuźba ein Probetraining beim RSC Anderlecht absolvierte. Beide wurden allerdings nicht aufgenommen und Kuźba beendete daraufhin sogar im Alter von 29 Jahren seine aktive Karriere als Fußballspieler. Zu seinem Debüt für Tubize kam Radler schließlich am 14. Februar 2009, als er bei der 0:4-Auswärtsniederlage gegen Standard Lüttich in der 66. Spielminute für Jason Vandelanoitte auf den Rasen kam. Danach absolvierte er weitere acht Meisterschaftseinsätze für den Verein aus der Provinz Wallonisch-Brabant und war in jedem seiner acht Auftritte über die volle Spieldauer im Einsatz. Unter seine Auftritte fielen auch hohe Niederlagen, wie z. B. eine 0:6-Heimpleite gegen den SV Zulte Waregem, eine 0:4-Auswärtsniederlage gegen den F.C.V. Dender E.H. oder eine 1:4-Auswärtspleite gegen Cercle Brügge. Durch solche Leistungen und den Ergebnissen, die die Mannschaft schon zuvor eingefahren hatte, konnte auch Radler nicht den Abstieg der Mannschaft in die EXQI-League, die zweithöchste Spielklasse im belgischen Fußball, verhindern.

### Rückkehr nach Polen
Nachdem er zum Saisonende wieder den Verein verlassen hatte, kehrte der große Innenverteidiger nach Polen zurück, wo ihm vom Zweitligisten Znicz Pruszków ein Vertrag angeboten wurde, den er schlussendlich auch annahm. Beim zentralpolnischen Klub avancierte er rasch zu einem Stammspieler und brachte es, nachdem er in den ersten paar Runden der Saison noch nicht zum Einsatz kam, bis zum Saisonende auf 29 Meisterschaftseinsätze und ein Tor. Doch Radler schien in dieser Zeit nicht vom Glück verfolgt zu sein. Nachdem er in der vorhergegangenen Saison bereits mit dem AFC Tubize abgestiegen war, musste er nach der Spielzeit 2009/10 mit Znicz Pruszków den Weg in die dritthöchste Spielklasse im polnischen Fußball antreten. Doch noch bevor er in Polens Drittklassigkeit zum Einsatz kam, erhielt er ein Angebot von Odra Wodzisław, deren Vereinsführung den mittlerweile 27-Jährigen wieder in die Mannschaft aufnehmen wollte. Obwohl das Team am Ende der Saison 2009/10 in die Zweitklassigkeit abgestiegen war, nahm Radler das Vertragsangebot am 20. Juli 2010 dankend an und wendete so ein Auftreten in Polens dritthöchster Liga gerade noch ab. Nach der Hinrunde 2010/11 wechselte Radler jedoch wieder zum Ligakonkurrenten Pogoń Szczecin. Im Sommer 2012 stieg er mit der Mannschaft in die Ekstraklasa auf. Dort kam er in der Hinrunde Hinrunde 2012/13 jedoch nicht zum Einsatz und spielte vorrangig in der zweiten Mannschaft in der vierten Liga. Im Dezember 2012 wurde dann sein Vertrag vorzeitig in beiderseitigem Einvernehmen aufgelöst.
Seitdem spielte Radler für diverse, meist unterklassige Vereine. Sein letzter bekannter Klub war MKS 32 Radziejów, wo im Februar 2018 seinen Vertrag aufgelöst wurde.

## Nationalmannschaftskarriere
Mit der polnischen U-18-Nationalauswahl nahm Radler im Jahre 2001 an der U-18-Fußball-Europameisterschaft 2001 in Finnland teil. Nachdem in der Gruppenphase in der Gruppe B die Gegner Spanien, Belgien und Dänemark hinter sich gelassen wurden, gewann Radler mit den Polen das Finale mit 3:1 gegen die U-18-Nationalmannschaft von Tschechien. Radler war beim Turniersieg einer der Leistungsträger seines Teams.

## Erfolge

### Vereinserfolge
- 1× polnischer Fußballpokalfinalist: 2000/01 (mit Górnik Zabrze)
- 1× polnischer Ligapokalfinalist: 2008/09 (mit Odra Wodzisław)

### Nationalmannschafterfolge
- 1× U-18-Europameister: 2001